# Stephen Carr
Stephen Babeson Carr  (né le 29 août 1976 à Dublin, est un ancien footballeur professionnel irlandais.

## Carrière en club
Après avoir été rejeté par Arsenal à l'âge de 15 ans, il s'engage avec l'ennemi intime de ce club, Tottenham. Il jouera son premier match en Premier League le 29 septembre 1993, contre Ipswich Town et restera au club pendant plus d'une décennie, jusqu'en 2004.

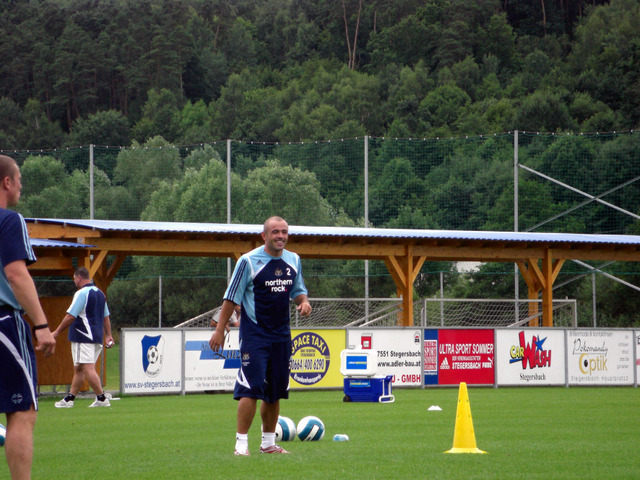
Stephen Carr à l'entraînement

Le joueur quitte White Hart Lane pour St James' Park en août 2004 pour 2 millions de livres sterling et signe un contrat de quatre ans avec le club de Newcastle, sous le coaching de Bobby Robson. Malgré le licenciement de ce dernier, qui intervient peu après la signature de Stephen Carr, le joueur devient rapidement un cadre de l'équipe entraînée alors, depuis peu, par Graeme Souness.
Cependant, le joueur est désigné - par les supporters de Newcastle United - comme responsable de plusieurs défaites évitables, qui ont plongé le club dans une mauvaise passe.
Sujet à de nombreuses blessures, et concurrencé durant la saison 2007-2008 par les nouveaux magpies Habib Beye et Geremi, qui peuvent, en plus de leur positionnement habituel, jouer en tant qu'arrière droit, Stephen Carr devient un remplaçant de luxe et ne joue quasiment plus. Son entraîneur, Kevin Keegan, décide de ne pas renouveler son contrat, qui s'achevait à la fin de la saison 2007-2008. Le joueur, est suivi par de nombreux clubs, dont notamment Aston Villa, Everton, West Ham, Wigan Athletic, mais aussi l'Hertha Berlin et un club irlandais, le Bohemian FC. Il est même mis à l'essai à Leicester City, mais aucun des clubs intéressés par son profil ne donne suite. À l'issue du mercato estival, Stephen Carr, n'ayant toujours pas trouvé de nouveau club, décide de mettre fin à sa carrière.
Cependant, le 23 février 2009, il revient sur sa décision en s'engageant pour une pige d'un mois avec Birmingham City, club décimé par les blessures. Il pourra ainsi démontrer qu'il peut encore jouer au football professionnellement. Il débute avec son nouveau club le lendemain, contre Crystal Palace, en match en retard de la 34e journée. Auteur de performances intéressantes, les dirigeants de Birmingham City décident de le garder jusqu'à la fin de la saison. Après avoir assuré la remontée du club en Premier League et être devenu un des cadres de l'équipe, il paraphe un contrat de deux ans avec Birmingham City.

## Carrière internationale
Avant de jouer pour la sélection senior irlandaise, Stephen Carr a joué dans les différents niveaux des équipes de jeunes de l'équipe d'Irlande.
Il a joué son premier match avec la sélection irlandaise en 1999 et est devenu rapidement un cadre de l'équipe.
Il n'a pas pu participer à la Coupe du monde 2002, où l'Irlande était présente, à cause d'une blessure.
Après que l'équipe d'Irlande n'ait pas réussi à se qualifier pour la Coupe du monde 2006, Stephen Carr avait décidé de se retirer de la scène internationale.
Mais il fut convaincu par le sélectionneur de l'époque, Steve Staunton, fraichement nommé à la tête de l'équipe nationale irlandaise, de continuer à joueur en sélection.
Le 14 novembre 2007, en raison de nouvelles blessures et du licenciement de Staunton, qui n'aura pas réussi à qualifier l'Irlande pour l'Euro 2008, Stephen Carr décide de prendre définitivement sa retraite internationale.
En mai 2013, il annonce sa retraite.

## Palmarès
- Tottenham Hotspur
  - Vainqueur de la Coupe de la Ligue d'Angleterre : 1999
- Newcastle United
  - Vainqueur de la Coupe Intertoto : 2006
- Birmingham City
  - Vainqueur de la Coupe de la Ligue d'Angleterre : 2011